# 74 (numero)
Settantaquattro (cf. latino septuaginta quattuor, greco τέσσαρες καὶ ἑβδομήκοντα) è il numero naturale dopo il 73 e prima del 75.

## Proprietà matematiche
- È un numero pari.
- È un numero composto, con i seguenti divisori: 1, 2, 37, 74. Poiché la somma dei divisori (escluso il numero stesso) è 40 < 74, è un numero difettivo.
- È un numero semiprimo.
- È un numero nontotiente.
- È la somma di due quadrati, 74 = 52 + 72.
- È parte delle terne pitagoriche (24, 70, 74), (74, 1368, 1370).
- È un numero palindromo nel sistema di numerazione posizionale a base 6 (202).
- È un numero intero privo di quadrati.
- È un numero odioso.

## Astronomia
- 74P/Smirnova-Chernykh è una cometa periodica del sistema solare.
- 74 Galatea è un asteroide della fascia principale del sistema solare.
- NGC 74 è una galassia della costellazione di Andromeda.

## Astronautica
- Cosmos 74 è un satellite artificiale russo.

## Chimica
- È il numero atomico del Tungsteno (W).